# Ségalas (Lot-et-Garonne)
Ségalas ist eine Gemeinde im Südwesten Frankreichs mit 156 Einwohnern (Stand: 1. Januar 2022), die sich Ségalasiens nennen, und liegt im Département Lot-et-Garonne in der Region Nouvelle-Aquitaine (bis 2016: Aquitanien).

## Geographie
Die Gemeinde liegt zwischen Villeneuve-sur-Lot und Bergerac.
Umgeben wird Ségalas von den folgenden Nachbargemeinden:
|                        | Sérignac-Péboudou                           | Montauriol                |
| Saint-Colomb-de-Lauzun | Kompassrose, die auf Nachbargemeinden zeigt | Saint-Maurice-de-Lestapel |
| Montignac-de-Lauzun    | Monviel                                     |                           |

Die Gemeinde hat den Flugplatz Ségalas.

## Demographie
Die Bevölkerungsentwicklung in Ségalas wird seit 1800 dokumentiert.
2016 zählte die Gemeinde 157 Einwohner, was einen Rückgang von 6 % gegenüber 2010 bedeutet.
| Jahr      | 1800  | 1846  | 1876 | 1901 | 1946 | 1975 | 1999 | 2005 | 2016 |
| --------- | ----- | ----- | ---- | ---- | ---- | ---- | ---- | ---- | ---- |
| Einwohner | 1.236 | 1.368 | 613  | 474  | 350  | 324  | 169  | 168  | 157  |

## Sehenswürdigkeiten
- Église Saint-Vincent, 13. Jahrhundert
- Haus von Le Petit-Buzard, 15. Jahrhundert

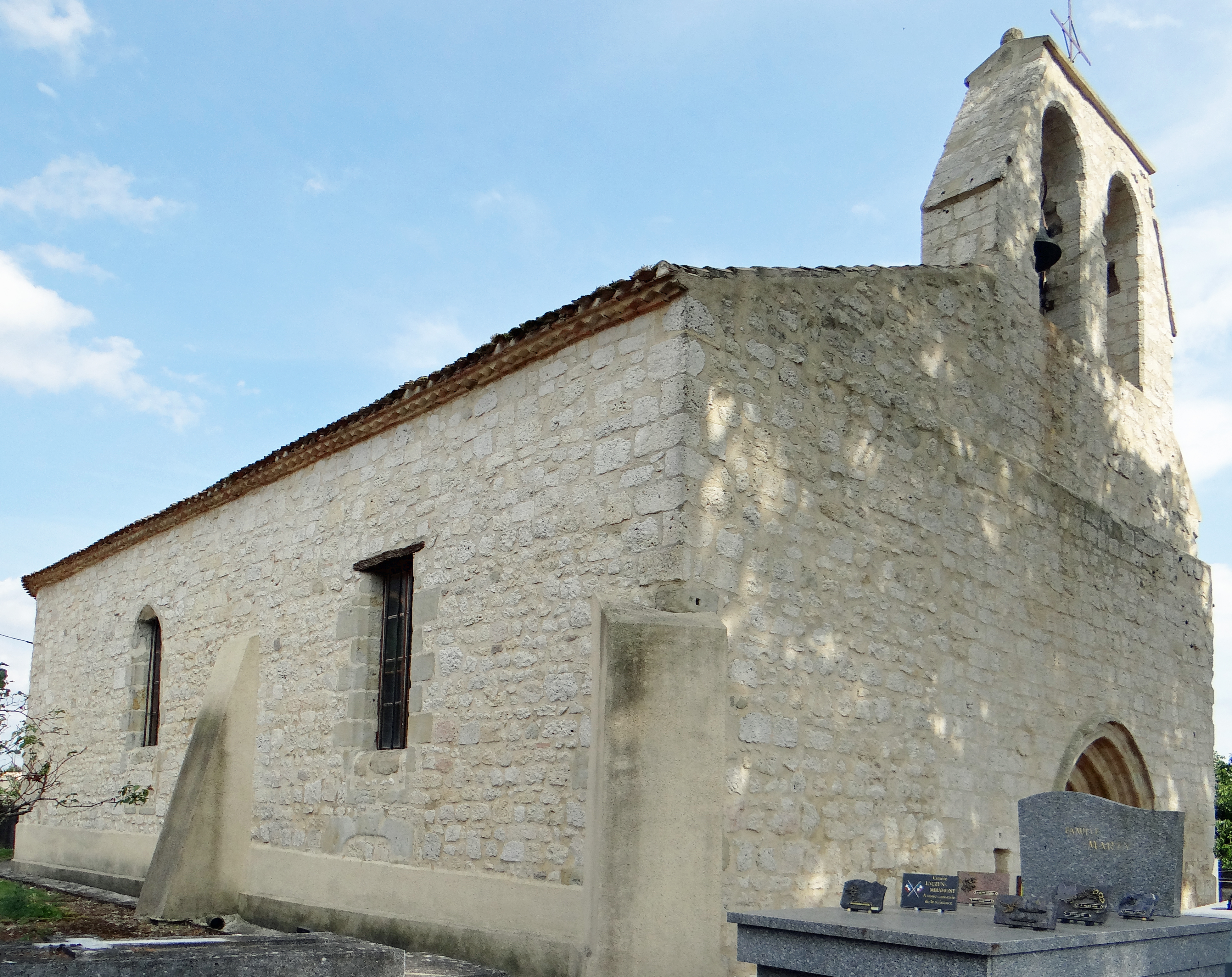
Église Saint-Vincent
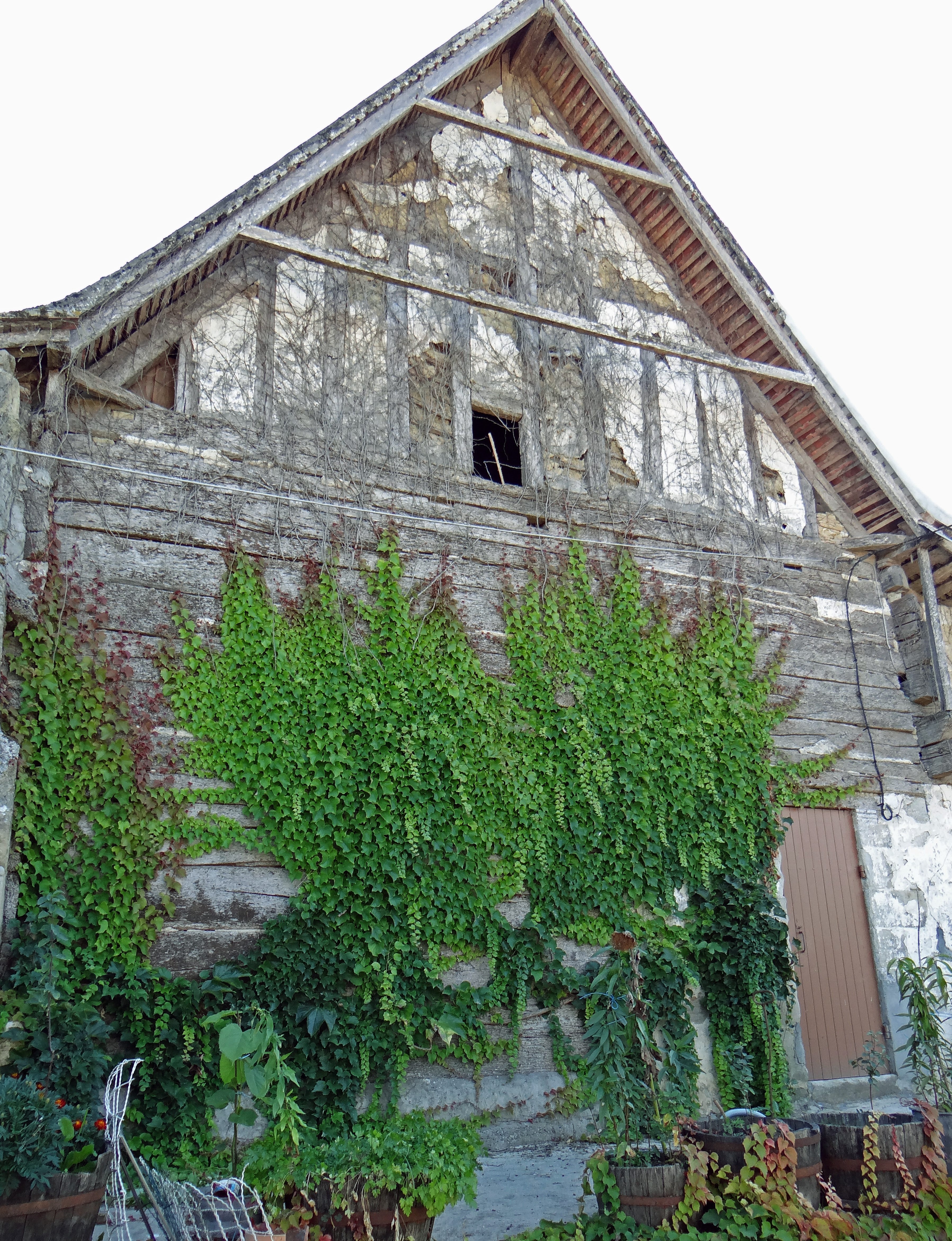
Haus Le Petit-Buzard